# Новый Гуль
«Новый Гуль» — десятая книга стихов Михаила Кузмина. Все стихотворения этого небольшого сборника написаны в феврале — марте 1924 года. 
Название сборника восходит к Гулю (Халлу), персонажу фильма «Доктор Мабузе, игрок» Фрица Ланга, которого сыграл актёр Пауль Рихтер. Сам Гуль и Мабузо упоминаются в стихотворном вступлении к сборнику.
Создание стихотворного цикла связано с увлечённостью автора студентом Львом Раковым, который своей внешностью напоминал ему Пауля Рихтера. Во вступлении ему сделано посвящение в виде инициалов «Л. Р.» 
Единственное прижизненное издание было осуществлено издательством Academia в Ленинграде в том же, 1924 году.